# İnşaatçılar (stanice metra v Baku)
İnşaatçılar je stanice na lince 2 metra v Baku, která se nachází mezi stanicemi Elmlər Akademiyası a 20 Yanvar.

## Popis
Stanice İnşaatçılar byla otevřena 31. prosince 1985 spolu s úsekem Nizami – Memar Əcəmi.